# Euploea singaradha
Euploea singaradha är en fjärilsart som beskrevs av Hans Fruhstorfer 1908. Euploea singaradha ingår i släktet Euploea och familjen praktfjärilar. Inga underarter finns listade i Catalogue of Life.